# Ansichten eines Clowns
Ansichten eines Clowns é um filme alemão de 1976, do gênero drama, escrito e dirigido por Vojtěch Jasný, com roteiro baseado em romance de Heinrich Böll.
Foi selecionado como representante da Alemanha Ocidental à edição do Oscar 1977, organizada pela Academia de Artes e Ciências Cinematográficas.

## Elenco
- Helmut Griem - Hans Schnier
- Hanna Schygulla - Marie Derkum
- Gustav Rudolf Sellner - Schnier
- Eva Maria Meineke - Schnier
- Hans Christian Blech - Derkum
- Alexander May - Prälat Sommerwild
- Jan Niklas - Leo
- Helga Anders - Sabine